# Прце, Франьо
Фра́ньо Прце (хорв. Franjo Prce; род. 7 января 1996[…], Чаплина) — хорватский футболист, защитник казахстанского клуба «Окжетпес».

## Клубная карьера
Обладатель Кубка Италии сезона 2014/15.
Летом 2019 года подписал трёхлетний контракт с «Карпатами».

## Национальная сборная
За юношескую сборную Хорватии дебютировал 11 мая 2013 года на чемпионате Европы, который проходил в Словакии. В очной встрече сборная Хорватии до 17 лет и сборная России разошлись миром (0:0).
Следующим турниром, который он посетил со своей сборной был чемпионат мира, проходящий в ОАЭ, на котором он провел три матча, но сборной не удалось выйти из группы, они одержали одну победу над сверстниками из Панамы.
В 2015 году его призвали в ряды сборной Хорватии до 19 лет на чемпионат Европы, проходящий в Греции, в группе соперниками были сборные Австрии, Шотландии и Италии. Сборная Хорватии заняла последнее место в группе с двумя очками и из группы не вышла.